# Temporada 1996 de las Grandes Ligas de Béisbol
La Temporada 1996 de las Grandes Ligas de Béisbol comenzó el 31 de marzo y finalizó cuando New York Yankees derrotó 6 juegos a 2 a
Atlanta Braves en la Serie Mundial. Además fue la última temporada antes de los juegos interligas.
Fue roto el récord de mayor cantidad de cuadrangulares en una temporada regular de la MLB, establecido con 4.458 en 1987,
ya que la Liga Americana y la Liga Nacional se combinaron para lograr 4.962 cuadrangulares.
Sólo 196 blanqueadas se registraron en los 2.266 partidos de la temporada regular de la MLB.

## Temporada Regular
Liga Americana
| División Este     | División Este | División Este | División Este | División Este | División Este | División Este |
| Equipo            | V             | D             | CTE           | JD            | LOCAL         | VISITA        |
| ----------------- | ------------- | ------------- | ------------- | ------------- | ------------- | ------------- |
| New York Yankees  | 92            | 70            | 0.568         | —             | 49–31         | 43–39         |
| Baltimore Orioles | 88            | 74            | 0.543         | 4             | 43–38         | 45–36         |
| Boston Red Sox    | 85            | 77            | 0.525         | 7             | 47–34         | 38–43         |
| Toronto Blue Jays | 74            | 88            | 0.457         | 18            | 35–46         | 39–42         |
| Detroit Tigers    | 53            | 109           | 0.327         | 39            | 27–54         | 26–55         |

| División Central   | División Central | División Central | División Central | División Central | División Central | División Central |
| Equipo             | V                | D                | CTE              | JD               | LOCAL            | VISITA           |
| ------------------ | ---------------- | ---------------- | ---------------- | ---------------- | ---------------- | ---------------- |
| Cleveland Indians  | 99               | 62               | 0.615            | —                | 51–29            | 48–33            |
| Chicago White Sox  | 85               | 77               | 0.525            | 14½              | 44–37            | 41–40            |
| Milwaukee Brewers  | 80               | 82               | 0.494            | 19½              | 38–43            | 42–39            |
| Minnesota Twins    | 78               | 84               | 0.481            | 21½              | 39–43            | 39–41            |
| Kansas City Royals | 75               | 86               | 0.466            | 24               | 37–43            | 38–43            |

| División Oeste    | División Oeste | División Oeste | División Oeste | División Oeste | División Oeste | División Oeste |
| Equipo            | V              | D              | CTE            | JD             | LOCAL          | VISITA         |
| ----------------- | -------------- | -------------- | -------------- | -------------- | -------------- | -------------- |
| Texas Rangers     | 90             | 72             | 0.556          | —              | 50–31          | 40–41          |
| Seattle Mariners  | 85             | 76             | 0.528          | 4½             | 43–38          | 42–38          |
| Oakland Athletics | 78             | 84             | 0.481          | 12             | 40–41          | 38–43          |
| California Angels | 70             | 91             | 0.435          | 19½            | 43–38          | 27–53          |

Liga Nacional  
| División Este         | División Este | División Este | División Este | División Este | División Este | División Este |
| Equipo                | V             | D             | CTE           | JD            | LOCAL         | VISITA        |
| --------------------- | ------------- | ------------- | ------------- | ------------- | ------------- | ------------- |
| Atlanta Braves        | 96            | 66            | 0.593         | —             | 56–25         | 40–41         |
| Montreal Expos        | 88            | 74            | 0.543         | 8             | 50–31         | 38–43         |
| Florida Marlins       | 80            | 82            | 0.494         | 16            | 52–29         | 28–53         |
| New York Mets         | 71            | 91            | 0.438         | 25            | 42–39         | 29–52         |
| Philadelphia Phillies | 67            | 95            | 0.414         | 29            | 35–46         | 32–49         |

| División Central    | División Central | División Central | División Central | División Central | División Central | División Central |
| Equipo              | V                | D                | CTE              | JD               | LOCAL            | VISITA           |
| ------------------- | ---------------- | ---------------- | ---------------- | ---------------- | ---------------- | ---------------- |
| St. Louis Cardinals | 88               | 74               | 0.543            | —                | 48–33            | 40–41            |
| Houston Astros      | 82               | 80               | 0.506            | 6                | 48–33            | 34–47            |
| Cincinnati Reds     | 81               | 81               | 0.500            | 7                | 46–35            | 35–46            |
| Chicago Cubs        | 76               | 86               | 0.469            | 12               | 43–38            | 33–48            |
| Pittsburgh Pirates  | 73               | 89               | 0.451            | 15               | 36–44            | 37–45            |

| División Oeste       | División Oeste | División Oeste | División Oeste | División Oeste | División Oeste | División Oeste |
| Equipo               | V              | D              | CTE            | JD             | LOCAL          | VISITA         |
| -------------------- | -------------- | -------------- | -------------- | -------------- | -------------- | -------------- |
| San Diego Padres     | 91             | 71             | 0.562          | —              | 45–36          | 46–35          |
| Los Angeles Dodgers  | 90             | 72             | 0.556          | 1              | 47–34          | 43–38          |
| Colorado Rockies     | 83             | 79             | 0.512          | 8              | 55–26          | 28–53          |
| San Francisco Giants | 68             | 94             | 0.420          | 23             | 38–44          | 30–50          |

## Postemporada
|  | Serie Divisional | Serie Divisional    | Serie Divisional    |   |                   | Campeonato de la Liga | Campeonato de la Liga | Campeonato de la Liga |  |  | Serie Mundial | Serie Mundial    | Serie Mundial |
|  |                  |                     |                     |   |                   |                       |                       |                       |  |  |               |                  |               |
|  | Este             | New York Yankees    | 3                   |   |                   |                       |                       |                       |  |  |               |                  |               |
|  | Oeste            | Texas Rangers       | 1                   |   |                   |                       |                       |                       |  |  |               |                  |               |
|  | Oeste            | Texas Rangers       | 1                   |   | Este              | New York Yankees      | 4                     |                       |  |  |               |                  |               |
|  | Liga Americana   |                     |                     |   | Este              | New York Yankees      | 4                     |                       |  |  |               |                  |               |
|  |                  | WC                  | Baltimore Orioles   | 1 |                   |                       |                       |                       |  |  |               |                  |               |
|  | WC               | WC                  | Baltimore Orioles   | 1 | Baltimore Orioles | 3                     |                       |                       |  |  |               |                  |               |
|  | WC               |                     |                     |   | Baltimore Orioles | 3                     |                       |                       |  |  |               |                  |               |
|  | Central          | Cleveland Indians   | 1                   |   |                   |                       |                       |                       |  |  |               |                  |               |
|  |                  |                     |                     |   |                   |                       |                       |                       |  |  | AL            | New York Yankees | 4             |
|  |                  | NL                  | Atlanta Braves      | 2 |                   |                       |                       |                       |  |  |               |                  |               |
|  | Este             | Atlanta Braves      | 3                   |   |                   |                       |                       |                       |  |  |               |                  |               |
|  | WC               | Los Angeles Dodgers | 0                   |   |                   |                       |                       |                       |  |  |               |                  |               |
|  | WC               | Los Angeles Dodgers | 0                   |   | Este              | Atlanta Braves        | 4                     |                       |  |  |               |                  |               |
|  | Liga Nacional    |                     |                     |   | Este              | Atlanta Braves        | 4                     |                       |  |  |               |                  |               |
|  |                  | Central             | St. Louis Cardinals | 3 |                   |                       |                       |                       |  |  |               |                  |               |
|  | Oeste            | Central             | St. Louis Cardinals | 3 | San Diego Padres  | 0                     |                       |                       |  |  |               |                  |               |
|  | Oeste            |                     |                     |   | San Diego Padres  | 0                     |                       |                       |  |  |               |                  |               |
|  | Central          | St. Louis Cardinals | 3                   |   |                   |                       |                       |                       |  |  |               |                  |               |

|                                                 |
| Campeón New York Yankees Vigésimo Tercer Título |

## Líderes de la liga

### Liga Americana
Líderes de Bateo 
| Categoría           | Jugador        | Equipo | Marca |
| ------------------- | -------------- | ------ | ----- |
| Porcentaje de bateo | Álex Rodríguez | SEA    | .358  |
| Cuadrangulares      | Mark McGwire   | OAK    | 52    |
| Carreras Impulsadas | Albert Belle   | CLE    | 148   |
| Carreras Anotadas   | Álex Rodríguez | SEA    | 141   |
| Hits                | Paul Molitor   | MIN    | 225   |
| Robo de Bases       | Kenny Lofton   | CLE    | 75    |

Líderes de Pitcheo 
| Categoría         | Jugador        | Equipo | Marca |
| ----------------- | -------------- | ------ | ----- |
| Victorias         | Andy Pettitte  | NYY    | 21    |
| Derrotas          | Jim Abbott     | CAL    | 18    |
| ERA               | Juan Guzmán    | TOR    | 2.93  |
| Ponches           | Roger Clemens  | TOR    | 257   |
| Entradas Lanzadas | Pat Hentgen    | TOR    | 265.2 |
| Juegos salvados   | John Wetteland | NYY    | 43    |

### Liga Nacional
Líderes de Bateo 
| Categoría           | Jugador          | Equipo | Marca |
| ------------------- | ---------------- | ------ | ----- |
| Porcentaje de bateo | Tony Gwynn       | SDP    | .353  |
| Cuadrangulares      | Andrés Galarraga | COL    | 47    |
| Carreras Impulsadas | Andrés Galarraga | COL    | 150   |
| Carreras Anotadas   | Ellis Burks      | COL    | 142   |
| Hits                | Lance Johnson    | NYM    | 220   |
| Robo de Bases       | Eric Young       | COL    | 53    |

Líderes de Pitcheo 
| Categoría         | Jugador                    | Equipo  | Marca |
| ----------------- | -------------------------- | ------- | ----- |
| Victorias         | John Smoltz                | ATL     | 24    |
| Derrotas          | Frank Castillo Pat Rapp    | CHC FLA | 16    |
| ERA               | Kevin Brown                | FLA     | 1.89  |
| Ponches           | John Smoltz                | ATL     | 276   |
| Entradas Lanzadas | John Smoltz                | ATL     | 253.2 |
| Juegos salvados   | Todd Worrell Jeff Brantley | LAD CIN | 44    |